# ГАЗ-56
ГАЗ-56 — советский экспериментальный малотоннажный грузовой автомобиль Горьковского автомобильного завода грузоподъемностью полторы тонны.

## История
В 1946 году, когда на Горьковском автозаводе прекратили выпуск устаревшего грузовика ГАЗ-ММ, вышла следующая модель ГАЗ-51, которая имела увеличенную грузоподъёмность — 2,5 тонны. Однако практика показала, что для многих ситуаций такая грузоподъёмность является излишней. Народному хозяйству недоставало более компактного грузовичка, способного перевозить около полутора тонн, частично унифицированного по агрегатам с легковым автомобилем. Именно такой машиной (функциональный аналог современных «ГАЗелей») должна была стать модель ГАЗ-56, разработку которой начали на ГАЗе в 1952 году.
Разработка началась под руководством А. Д. Просвирнина, позднее главным конструктором был назначен А. Бутусов. Конструкция автомобиля содержала целый ряд необычных для своего времени технических решений: герметичные барабанные тормоза, самоблокирующийся дифференциал кулачкового типа, неразрезной картер заднего моста и гипоидная главная передача, телескопические амортизаторы, верхнеклапанный двигатель с форкамерно-факельным воспламенением горючей смеси и электромуфтой вентилятора системы охлаждения, рессоры на резиновых подушках. Компоновка автомобиля была традиционной — капотной.
Существовало два варианта внешнего оформления автомобиля: ранний, с «низкими» крыльями (несмотря на большую распространённость такого решения на лёгких грузовиках производства США, позднее было отмечено, что такой дизайн является нефункциональным — водитель плохо чувствовал габарит автомобиля), и поздний — с кабиной, унифицированной с параллельно осваивавшимся в производстве ГАЗ-53. Для последнего варианта кабина была явно великовата, и с точки зрения дизайна автомобиль выглядел довольно странно (см. иллюстрации) — гораздо позднее тем же недостатком страдал и ЗИЛ-5301 «Бычок», использовавший серийную кабину от «старшей» модели. Ранняя кабина, напротив, отличалась удачно выбранными соотношениями объемов и пропорций элементов оперения, кабины и грузовой платформы (цельнометаллической), что создавало облик машины как более компактной, чем она была в действительности. Интересная особенность — крышка капота двигателя на раннем варианте была выполнена заодно с облицовкой радиатора.
В 1956 году были готовы предсерийные прототипы. Они были привлечены к масштабным испытаниям совместно с автомобилями отечественного — ГАЗ-51А и опытным ГАЗ-62 — и иностранного — Ford F350 и Opel Blitz — производства. Автомобиль показал себя хорошо, особенно в плане надёжности и долговечности. Отмечалась явно недостаточная мощность двигателя (70 л.с.) и ненадёжность электромуфты вентилятора.
ГАЗ-56 не был поставлен на главный конвейер, поскольку ГАЗ в то же время осваивал другую грузовую модель — ГАЗ-53, а также сразу несколько легковых моделей. Имевшееся намерение наладить его выпуск на Ульяновском автозаводе взамен ГАЗ-ММ (выпуск которого продержался там до 1950 года) так же не имело смысла, так как подготовка его производства требовала значительно больше затрат, чем на модель УАЗ-451Д грузоподъёмностью 800 кг.
Однако полученный при проектировании опыт не пропал даром. Проектировавшийся для автомобиля двигатель в несколько упрощённом варианте устанавливали на «Волгу» ГАЗ-21, и он стал прототипом всех карбюраторных двигателей «Волг» и УАЗов (последние производятся до сих пор), а в 1990-е годы его модернизированный вариант (ЗМЗ-402) устанавливался и на серийную «полуторку» — «ГАЗель». Электромуфта вентилятора устанавливалась на ранние «Волги» ГАЗ-24, но вновь проявила невысокую надёжность, и с 1972 года её ставить перестали. Конструкция креплений рессор оказалась образцовой для всех выпускавшихся впоследствии грузовиков ГАЗ. Телескопические амортизаторы были внедрены на серийных легковых и грузовых автомобилях ГАЗ в 1960-х годах.